# Baraolt
Baraolt (in ungherese Barót ) è una città della Romania di 9606 abitanti, ubicata nel distretto di Covasna, nella regione storica della Transilvania.
Fanno parte dell'area amministrativa anche le località di:
- Biborțeni / Bibarcfalva
- Bodoș / Bodos
- Căpeni / Köpec
- Micloșoara / Miklósvár
- Racoșul de Sus / Felsőrákos